# Sob (Ob)
Der Sob (russisch Собь) ist ein etwa 188 km langer linker Nebenfluss des Ob am nördlichen Westrand des Westsibirischen Tieflands in Russland.

## Flusslauf
Der Sob durchfließt den autonomen Kreis der Jamal-Nenzen. Er entspringt im Polar-Ural auf einer Höhe von etwa 400 m. Er fließt anfangs 11 km nach Norden und biegt anschließend nach Osten ab. Die Trasse der Polarkreiseisenbahn folgt nun dem Flusslauf. Der Sob wendet sich ab Flusskilometer 150 allmählich nach Süden. Bei Flusskilometer 117 mündet der Jenga-Ju rechtsseitig in den Sob. Am gegenüberliegenden Flussufer befindet sich die Siedlung städtischen Typs Charp. Die Polarkreiseisenbahn wendet sich dort nach Südosten. Der Sob fließt noch etwa 8 km in Richtung Südsüdost. Er erreicht den äußersten Westen des Westsibirischen Tieflands und biegt nach Südwesten und wenig später in Richtung Westsüdwest ab. Er verläuft nun durch eine Sumpflandschaft entlang dem Fuß des Uralgebirges. Bei Flusskilometer 90 trifft der Chanmej linksseitig, bei Flusskilometer 72 der Kara-Matolou rechtsseitig auf den Sob. Dieser vollführt etwa 59 km oberhalb seiner Mündung noch einen scharfen Linksbogen und fließt auf seiner restlichen Strecke nach Südosten. Der Sob mündet schließlich 30 km südsüdwestlich der Stadt Salechard bei der Siedlung Katrowosch linksseitig in den Ob, etwa 300 km oberhalb dessen Mündung in den Obbusen. 

## Hydrologie
Der Sob entwässert ein Areal von etwa 5890 km². Der mittlere Abfluss (MQ) am Abflusspegel 6 km nördlich von Charp bei Flusskilometer 125 beträgt für den Messzeitraum 1952–1999 32,7 m³/s. Die größten Wassermengen führt der Fluss im Juni und im Juli mit mittleren monatlichen Abflüssen (gemessen am Abflusspegel) von 151 bzw. 90 m³/s.

## Flussfauna
Im Sob kommen u. a. folgende Fischarten vor: Muksun (Coregonus muksun), Peledmaräne (Coregonus peled), Coregonus nasus, Stenodus nelma und der Sibirische Stör.